# Mario Rottaris
Mario Rottaris, né le 8 février 1968 à Trub, dans l'Emmental, est un joueur suisse de hockey sur glace.

## Carrière
Né à Trub dans l'Emmental et formé à Berthoud, Mario Rottaris a disputé sa carrière professionnelle, longue de 16 saisons de LNA, sous un seul maillot, celui de Fribourg-Gottéron. Il est d'ailleurs désigné capitaine du club fribourgeois lors de la retraite de l'emblématique Christian Hofstetter.
Vivant de l'intérieur la période de Bykov-Khomoutov, Mario Rottaris n'a néanmoins jamais remporté de titre national, échouant à trois reprises en finale des séries éliminatoires.
À la fin de sa carrière, il a complètement quitté le monde du hockey sur glace, devenant le gérant du golf de Wallenried.

### Carrière internationale
Aligné à 34 reprises en équipe de Suisse, Mario Rottaris a notamment disputé les Jeux olympiques d'Albertville en 1992.

## Statistiques
| Saison     | Équipe               | Ligue      |     | Saison régulière | Saison régulière | Saison régulière | Saison régulière | Saison régulière |    | Séries éliminatoires | Séries éliminatoires | Séries éliminatoires | Séries éliminatoires | Séries éliminatoires |
| Saison     | Équipe               | Ligue      | PJ  | B                | A                | Pts              | Pun              | PJ               | B  | A                    | Pts                  | Pun                  |                      |                      |
| 1987-1988  | HC Fribourg-Gottéron | LNA        | 22  | 3                | 0                | 3                | 2                | -                | -  | -                    | -                    | -                    |                      |                      |
| 1988-1989  | HC Fribourg-Gottéron | LNA        | 34  | 10               | 4                | 14               | 14               | 2                | 2  | 0                    | 2                    | 2                    |                      |                      |
| 1989-1990  | HC Fribourg-Gottéron | LNA        | 35  | 9                | 13               | 22               | 10               | 3                | 0  | 0                    | 0                    | 2                    |                      |                      |
| 1990-1991  | HC Fribourg-Gottéron | LNA        | 22  | 7                | 5                | 12               | 10               | 8                | 3  | 2                    | 5                    | 6                    |                      |                      |
| 1991-1992  | HC Fribourg-Gottéron | LNA        | 25  | 5                | 12               | 17               | 14               | 14               | 5  | 3                    | 8                    | 10                   |                      |                      |
| 1992-1993  | HC Fribourg-Gottéron | LNA        | 34  | 4                | 13               | 17               | 26               | 11               | 1  | 3                    | 4                    | 17                   |                      |                      |
| 1993-1994  | HC Fribourg-Gottéron | LNA        | 36  | 12               | 13               | 25               | 12               | 11               | 3  | 4                    | 7                    | 4                    |                      |                      |
| 1994-1995  | HC Fribourg-Gottéron | LNA        | 35  | 11               | 13               | 24               | 22               | 8                | 2  | 2                    | 4                    | 4                    |                      |                      |
| 1995-1996  | HC Fribourg-Gottéron | LNA        | 35  | 13               | 11               | 24               | 20               | 4                | 0  | 6                    | 6                    | 13                   |                      |                      |
| 1996-1997  | HC Fribourg-Gottéron | LNA        | 46  | 14               | 14               | 28               | 38               | 3                | 1  | 0                    | 1                    | 0                    |                      |                      |
| 1997-1998  | HC Fribourg-Gottéron | LNA        | 40  | 19               | 17               | 36               | 26               | 12               | 5  | 4                    | 9                    | 8                    |                      |                      |
| 1998-1999  | HC Fribourg-Gottéron | LNA        | 44  | 9                | 18               | 28               | 42               | 4                | 2  | 6                    | 8                    | 2                    |                      |                      |
| 1999-2000  | HC Fribourg-Gottéron | LNA        | 45  | 12               | 22               | 34               | 26               | 3                | 1  | 0                    | 1                    | 2                    |                      |                      |
| 2000-2001  | HC Fribourg-Gottéron | LNA        | 44  | 12               | 10               | 22               | 44               | 5                | 0  | 1                    | 1                    | 2                    |                      |                      |
| 2001-2002  | HC Fribourg-Gottéron | LNA        | 44  | 13               | 15               | 28               | 18               | 5                | 3  | 1                    | 4                    | 8                    |                      |                      |
| 2002-2003  | HC Fribourg-Gottéron | LNA        | 42  | 10               | 10               | 20               | 24               | -                | -  | -                    | -                    | -                    |                      |                      |
| Totaux LNA | Totaux LNA           | Totaux LNA | 583 | 163              | 199              | 362              | 348              | 93               | 28 | 32                   | 60                   | 76                   |                      |                      |

| Année | Compétition |   | PJ | B | A | Pts | Pun               |  | Résultat |
| 1992  | JO          | 7 | 2  | 3 | 1 | 4   | 10e place         |  |          |
| 1992  | CM          | 8 | 3  | 0 | 3 | 4   | 4e place          |  |          |
| 1994  | CM B        | 7 | 5  | 3 | 8 | 2   | 13e place (Promu) |  |          |